# La Marne
La Marne (bretonisch: Maeron) ist eine französische Gemeinde mit 1.578 Einwohnern (Stand: 1. Januar 2022) im Département Loire-Atlantique in der Region Pays de la Loire. La Marne gehört zum Arrondissement Nantes und zum Kanton Machecoul-Saint-Même.
Die Einwohner werden Marnais und Marnaises genannt.

## Geographie
La Marne liegt in der Landschaft des Pays de Retz etwa 30 Kilometer südöstlich von Nantes am Ufer des Flusses Tenu.

### Nachbargemeinden
Umgeben wird La Marne von den Nachbargemeinden Machecoul-Saint-Même im Norden und Westen, Saint-Philbert-de-Grand-Lieu im Nordosten, La Limouzinière im Osten, Saint-Étienne-de-Mer-Morte im Süden sowie Paulx im Südwesten.

## Geschichte
1062 wurde die Ortschaft erstmals erwähnt.

### Bevölkerungsentwicklung
| Jahr      | 1962 | 1968 | 1975 | 1982 | 1990 | 1999 | 2006 | 2017 |
| --------- | ---- | ---- | ---- | ---- | ---- | ---- | ---- | ---- |
| Einwohner | 794  | 788  | 764  | 798  | 835  | 917  | 1328 | 1503 |

## Sehenswürdigkeiten
- Himmelfahrtskirche (Église de l'Assomption)

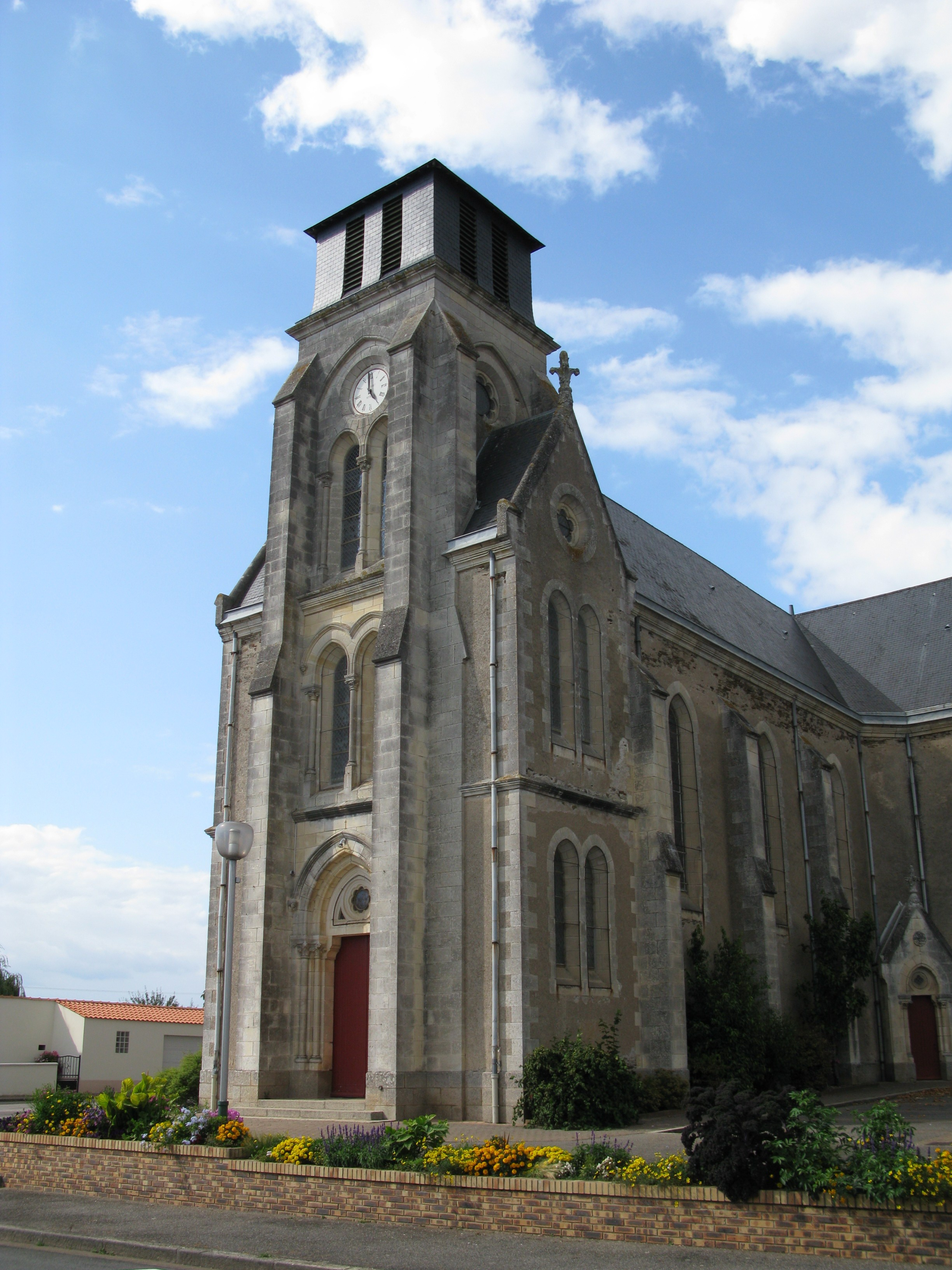
Himmelfahrtskirche

## Persönlichkeiten
- Patient Redois (1925–1993), römisch-katholischer Ordensgeistlicher, Bischof von Natitingou